# Nihil potest evenire nisi causa antecedente
 Nihil potest evenire nisi causa antecedente  лат. (изговор:нихил потест евенире ниси кауза антецеденте). Ништа се не може догодити ако не претходи узрок. (Цицерон)

## Поријекло изреке
Изрека се приписује   римском  државнику и   бесједнику   Цицерону (први вијек п. н. е.).

## Тумачење
Ништа не постоји без разлога. Све што постоји има узрок. То је основни принцип.